# The Kids in the Hall
The Kids in the Hall és un grup canadenc de comèdia d'esquetxos format el 1984, format pels còmics Dave Foley, Kevin McDonald, Bruce McCulloch, Mark McKinney, i Scott Thompson. El seu programa televisiu homònim va funcionar entre 1989 i 1995 a CBC al Canadà, i a CBS, HBO, i Comedy Central als Estats Units. La cançó temàtica de l'espectacle és l'instrumental "Having an Average Weekend" de la banda canadenca Shadowy Men on a Shadowy Planet.
The Kids va fer una pel·lícula, Brain Candy, que es va estrenar el 1996. Es van reformar per a diverses gires i festivals de comèdia el 2000. Després es van reunir per a una minisèrie de vuit parts, Death Comes to Town, el gener del 2010.
El seu nom prové de Sid Caesar qui, si un acudit no feia gràcia o li sortia pitjor del que s'esperava, ho atribuïa a “els nens de la sala”, fent referència a un grup d'escriptors joves penjats al voltant de l'estudi.

## Història
Abans de formar-se, Bruce McCulloch i Mark McKinney treballaven plegats fent Theatresports a Calgary, actuant en un grup anomenat "The Audience". Norm Hiscock, Gary Campbell, i Frank Van Keeken van ser co-membres i més tard es van convertir en escriptors del programa. Al mateix temps, Dave Foley i Kevin McDonald eren actuant a Toronto (amb Luciano Casimiri) com a The Kids in the Hall (KITH). El 1984, les dues parelles es van trobar a Toronto, i van començar a actuar regularment com a KITH, amb una banda de membres rotativa, inclòs Paul Bellini per poc temps. Quan Scott Thompson va ser convidat a unir-se el gener de 1985, el grup va adoptar la seva forma definitiva. El mateix any, McCulloch i Foley van aparèixer a la sèrie Anne of Green Gables, com a marit de Diana Barry i antic company de classe d'Anne del fictici Queen's College, respectivament.
Poc després, els Kids es van separar per poc temps, quan els exploradors de Saturday Night Live invitaren McKinney i McCulloch a Nova York per convertir-se en escriptors per a aquest programa, Foley va fer un debut cinematogràfic mal rebut amb High Stakes i Thompson i McDonald treballaren amb el grup Second City touring group. Es van reunir el 1986. Després que Lorne Michaels de SNL els veiés actuar com a grup, van començar els plans per a un programa de televisió. El 1987 Michaels els va enviar a Nova York al que era essencialment un "Comedy Boot Camp", i en 1988 es va emetre el sue episodi pilot especial a CBC Television i als Estats Units HBO va emetre la sèrie el 1989.

## Programa de televisió
La sèrie va debutar amb un pilot especial d'una hora que es va emetre a HBO i CBC Television el 1988, i es va començar a emetre com a sèrie setmanal regular als dos serveis el 1989. La sèrie regular es va estrenar el 21 de juliol de 1989 a HBO i el 14 de setembre a CBC. Als Estats Units, les tres primeres temporades van ser a HBO abans de traslladar-se a la CBS el 1993, on va romandre dues temporades més a la nit del divendres tard. CBC va emetre el programa durant tota la durada de la seva emissiç´ó.
Malgrat la seva connexió SNL, els esbossos del programa eren més reminiscències de Monty Python's Flying Circus: sovint peculiar o surrealista, sovint utilitzant la disfressa, amb molt poques impressions de celebritats o paròdies de la cultura pop; l'única impressió recurrent de celebritats va ser de la reina Isabel II, interpretada per Thompson. Un personatge recurrent va ser Mr. Tyzik, interpretat per McKinney, que pretenia aixafar el cap de la gent amb els dits des de la distància. McKinney també va interpretar a Chicken Lady, un híbrid de pollastre i humà amb veu estrident sexualment excitant. Un altre personatge recurrent destacat va ser Cabbage Head, interpretat per McCulloch, que era un misogin fumador de cigars amb veu gruixuda que utilitzava sovint el fet que tingués col enlloc de cabells com a mitjà per generar llàstima amb l'esperança d'aconseguir que les dones anessin al llit amb ell. Molts dels esquetxos presentaven temes i personatges gai; la majoria d'aquests esquetxos van ser escrits i protagonitzats per Scott Thompson, que és gai.
Els Kids apareixien sovint més que com a personatges, i alguns esquetxos tractaven directament del fet que eren un grup de comediants produint un programa de televisió. Per exemple, Kevin McDonald anuncia que si el següent esquetx (que ha escrit) no té èxit, els altres es plantegen expulsar-lo del grup. En un altre episodi, Thompson declarà que ja no és gai, cosa que fa que els altres Kids tinguin pànic, ja que temen que la notícia alieni la considerable tropa de fans gais. En un altre esquetxs (en el qual un empleat, Foley, demana una pujada al seu cap, McDonald), McDonald es queixa que la configuració és tòpic i el seu personatge unidimensional.
Els monòlegs eren un element bàsic de l'espectacle. Els monòlegs de Buddy Cole de Scott Thompson són els més coneguts, però els altres Kids també van interpretar peces solistes. En especial, McCulloch va realitzar monòlegs que consistien en ell, actuant com ell mateix, explicant històries hiperbòliques de les lluites i de les experiències quotidianes de la seva vida i/o de la vida dels altres. Exemples destacats dels altres Kids inclouen Foley descrivint la seva actitud positiva davant la menstruació, McKinney en el personatge com un reclús alt que va descrivint amb una intensa fascinació el seu puny amargament infectat i embrutit, i en un gag reminiscència de Bob Newhart, un McDonald inquietant que cridava al fill del millor amic per dir-li que el seu pare havia mort, però el fill acabava consolant-lo, fins i tot fins a citar filòsofs famosos sobre el buit final de la vida.
L'espectacle va tenir el seu origen al Canadà i el contingut a vegades era editat lleugerament per als gustos estatunidencs. De vegades es retallaven o esborraven esquetxos amb burleta a la religió, cosa que feia necessària l'addició de material d'altres episodis per arrodonir la mitja hora. Alguns canals nord-americans van censurar també la nuesa ocasional, com quan Foley va revelar a Thompson que li havien crescut els pits inexplicablement. Entre els esquetxos més polèmics hi havia l'esquetx final de la primera temporada, "Dr. Seuss Bible", en què la tropa narra la història de la crucifixió de Jesucrist a l'estil de l'autor infantil Dr. Seuss.
Tot i que l'espectacle va comptar ocasionalment amb actors convidats (sobretot Neve Campbell i Nicole de Boer abans de fer-se famoses), els Kids van interpretar gairebé totes les parts, tant masculines com femenines. A diferència de Monty Python, on els membres sovint es disfressaven per retratar dones grans, però a vegades utilitzaven dones com Carol Cleveland i Connie Booth per interpretar personatges femenins joves i atractius, els Kids interpretaven regularment tant dones grans com joves; el transvestisme freqüent es convertiria en una de les marques comercials de l'espectacle. La suplantació femenina havia començat durant la seva representació escènica, perquè es trobaven escrivint personatges femenins, però no tenien cap membre femení per interpretar-los. Tal com va explicar Scott Thompson, "La manera que interpretem les dones ... no vam fer l'ullet a l'audiència ... Mai no vàrem estar com "Oh mira'm! Sóc un paio amb un vestit!" Mai. Sempre intentaríem ser reals, i això, crec, va fer gràcia a la gent ... "
La CBC va emetre el programa durant tota la seva carrera. Les temporades 1-3 es van transmetre a HBO. A la tardor de 1992, CBS va recollir el programa i el va emetre els divendres tard a la nit amb repeticions, mentre que HBO va emetre nous episodis de la tercera temporada. El 1993, CBS va emetre nous episodis a partir de la quarta temporada. L'última temporada es va emetre els divendres després del Late Show with David Letterman. La temporada final es va publicar el novembre de 1994. El gener de 1995 va ser substituïda per The Late Late Show.

## Premis i honors
La sèrie de televisió va rebre un reconeixement internacional amb la Rose d'Or de 1993, atorgada a Montreux, Suïssa.
El 3 de juny de 2008, es va anunciar que tot el grup rebria una estrella al Passeig de la Fama del Canadà.